# Ptolemej VI. Filometor
Ptolemej VI. Filometor (grč. Πτολεμαῖος Φιλομήτωρ) (186. pr. Kr. - 145. pr. Kr.), kralj helenističkog Egipta iz dinastije Ptolemejevića. Bio je sin kralja Ptolemeja V. Epifana i antiohijske princeze Kleopatre I., a vladao je od 180. pr. Kr. do 145. pr. Kr.
U početku njegove vladavine, u njegovo je ime kao regentica vladala njegova majka Kleopatra I. († 176. pr. Kr.). Nakon majčine smrti, Ptolemej je oženio svou sestru Kleopatru II.
Godine 170. pr. Kr. izbio je Šesti sirijski rat. Seleukidski kralj Antioh IV. Epifan napao je Egipat.

## Vanjske poveznice
- Ptolemej VI. Filometor - livius.org  Arhivirana inačica izvorne stranice od 1. listopada 2007. (Wayback Machine) (engl.)

| Prethodnik:        | Egipatski faraoni (Ptolemejevići) | Nasljednik:                  |
| Ptolemej V. Epifan | Egipatski faraoni (Ptolemejevići) | Ptolemej VII. Neos Filopator |